# Advanced Visualization Studio
Advanced Visualization Studio, afgekort naar AVS, is een Winamp plug-in voor visualisatie van muziek. AVS werd gemaakt door Justin Frankel, de maker van Winamp zelf. AVS kan eenvoudig gebruikt en aangepast worden, waardoor gebruikers hun eigen visualisatie-effecten (presets) kunnen maken.
Elk preset is opgebouwd uit verschillende componenten. Deze zijn er in drie groepen: Render, Trans en Misc. Render tekent vormen, Trans vervormt het huidige beeld en de Misc-groep bevat allerlei componenten die niet in de andere twee groepen passen. De componenten worden in een lijst geplaatst. Ieder beeld wordt van boven naar onder in serie door de lijst geschoven, waarbij elke component iets doet met het beeld en dit nieuwe beeld doorstuurt naar het volgende component. Veel van de componenten zijn instelbaar en sommige zijn ook codeerbaar. Ook kunnen er Effect lists toegevoegd worden, die zich gedragen als presets in presets.
AVS bevat een set van ingebouwde componenten, maar er kunnen ook andere componenten toegevoegd worden, APEs (AVS Plugin Effects) genaamd. De meest gebruikte APEs zijn Channel Shift, Color Map, Color Reduction en Texer door Steven Wittens en de Convolution Filter door Tom Holden. Sommige APEs worden meegeleverd in de standaard Winamp-installatie. Andere APEs worden toegevoegd door de pakketten van presets die ze nodig hebben.
De meest recente AVS versie is nu v2.81b. Omdat er vaak nieuwe functies aan toe worden gevoegd, is het aan te raden om regelmatig de nieuwste versie te downloaden. Deze zit in de standaard Winamp installatie.
De meest bekende presetmakers zijn El-Vis, UnConeD en Yathosho. Er zijn nu ongeveer 50 actieve presetmakers. Een bekende preset is MilkDrop.